# Markus Pannermayr

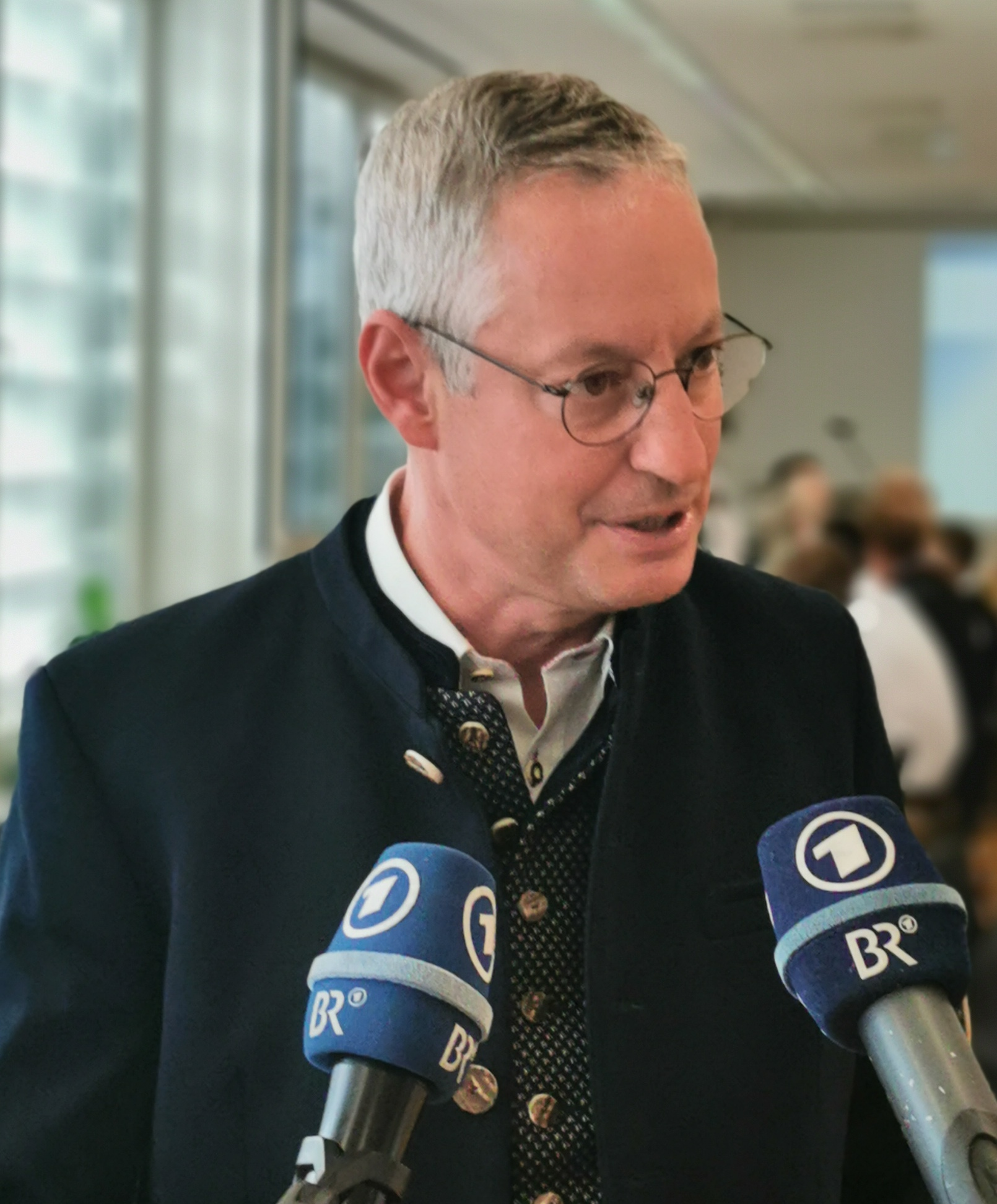
Markus Pannermayr (2022)

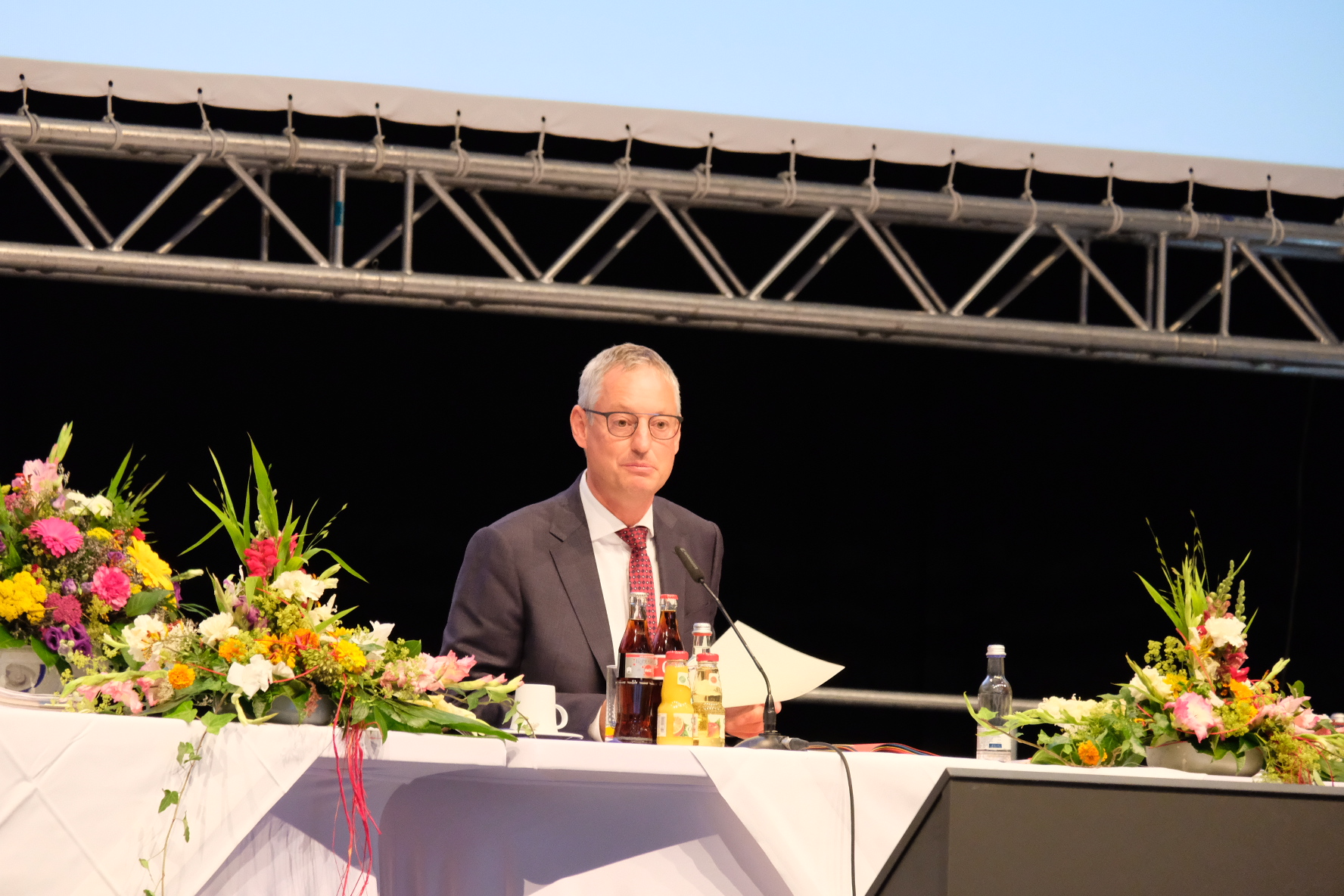
Markus Pannermayr (2020)

Markus Pannermayr (* 28. Mai 1971 in Straubing) ist ein deutscher Kommunalpolitiker der CSU. Er ist Oberbürgermeister der niederbayerischen Stadt Straubing.

## Leben
Pannermayr engagierte sich bereits in seiner Schulzeit als Schülersprecher des Straubinger Ludwigsgymnasiums und Kreisvorsitzender der Jungen Union politisch. Nach dem Abitur studierte er Biologie und Chemie für das Lehramt an Gymnasien an der Universität Regensburg. Ab 1997 unterrichtete er am Comenius-Gymnasium in Deggendorf.
Seit 1996 gehört Pannermayr dem Stadtrat der Stadt Straubing an. Im Mai 2002 wurde er zum dritten Bürgermeister der Stadt gewählt. 2004 war er Mitglied der 12. Bundesversammlung und 2022 Mitglied der 17. Bundesversammlung.
In seiner Partei bekleidet Pannermayr die Funktionen des Vorsitzenden im Kreisverband Straubing-Stadt. Bei der Kommunalwahl im März 2008 setzte er sich in einer Stichwahl gegen Amtsinhaber Reinhold Perlak durch, nachdem er im ersten Wahlgang noch knapp zurückgelegen war. Sein Amt als Oberbürgermeister von Straubing trat er am 1. Mai 2008 an. Im März 2014 wurde er mit 75 % der Stimmen wiedergewählt.
Bei den Kommunalwahlen am 15. März 2020 wurde er im ersten Wahlgang mit 73,25 Prozent wiedergewählt. Markus Pannermayr wurde auf der 56. Vollversammlung des Bayerischen Städtetags am 15. Juli 2020 zum neuen Vorsitzenden des Bay. Städtetags gewählt. Er folgt dem scheidenden Vorsitzenden Kurt Gribl.
Pannermayr ist verheiratet und hat zwei Kinder.